# John Kowalski
John Kowalski (ur. 22 grudnia 1951 w Miłkowie jako Jan Kowalski) – amerykański futsalista i trener polskiego pochodzenia, selekcjoner reprezentacji Stanów Zjednoczonych.

## Życiorys
Jako junior grał w lokalnym klubie Karkonosze Miłków. W 1965 roku wraz z rodzicami wyemigrował do Stanów Zjednoczonych. Uczęszczał do Francis Lewis High School w Nowym Jorku, następnie studiował na University of New Haven, gdzie występował w drużynie uniwersyteckiej. W latach 1973–1978 był piłkarzem New Britain Falcons, był również asystentem Joe Machnika w New Haven Chargers. Następnie pracował w futsalu: w latach 1978–1979 był asystentem trenera w klubie Cincinnati Kids, a w 1979 roku przeprowadził się do Pittsburgha, zostając asystentem trenera w Pittsburgh Spirit. W 1980 roku został trenerem drużyny Hartford Hellions, występującej w futsalowej lidze MISL. Do tego klubu pozyskał takich piłkarzy, jak Jan Mikulski, Ryszard But i Robert Gadocha. Jesienią 1981 roku został pierwszym trenerem Pittsburgh Spirit. Kowalski pozyskał takich piłkarzy, jak Krzysztof Sobieski, Adam Topolski, Piotr Mowlik, Zdzisław Kapka, Janusz Sybis i Stanisław Terlecki, przy czym Terlecki stał się jednym z najskuteczniejszych napastników w historii ligi. Kowalski był trenerem Pittsburgh Spirit do 1985 roku, osiągając z klubem 106 zwycięstw i przegrywając 82 mecze. W 1989 roku objął drużynę piłkarską Robert Morris Colonials. Czterokrotnie (1992, 1994, 1995, 1996) zdobywał z drużyną mistrzostwo NEC w sezonie regularnym. Dwukrotnie (1993, 1994) zdobył mistrzostwo turniejowe NEC, kwalifikując drużynę do turnieju NCAA. W 1995 roku drużyna Colonials zajęła szesnaste miejsce w Stanach Zjednoczonych.
W 1989 roku był trenerem reprezentacji Stanów Zjednoczonych w futsalu. Zdobył z nią trzecie miejsce na mistrzostwach świata. Była to tym samym pierwsza amerykańska reprezentacja, która zdobyła medal w rozgrywkach FIFA. W 1991 roku Kowalski został tymczasowym trenerem reprezentacji Stanów Zjednoczonych, zastępując Boba Ganslera, zwolnionego po przegranej z Bermudami. Pod jego wodzą Stany Zjednoczone rozegrały dwa oficjalne mecze: z Kanadą (2:0) i Meksykiem (2:2), oba w ramach mistrzostw NAFC. Następnie został asystentem Borą Milutinoviciem, będąc odpowiedzialnym m.in. za wyszukiwanie zawodników. Do reprezentacji pozyskał takich graczy, jak Janusz Michallik i Alexi Lalas. Jeszcze w 1991 roku w funkcji asystenta zastąpił go Timo Liekoski.
W 1992 roku ponownie prowadził reprezentację Stanów Zjednoczonych w futsalu. Zdobył z nią srebrny medal podczas mistrzostw świata, przegrywając w finale 1:4 z Brazylią. W 1993 roku objął reprezentację Stanów Zjednoczonych U-20, w której występowali m.in. Clint Mathis, Jovan Kirovski, Chris Klein i John O’Brien. Funkcję tę pełnił do 1994 roku.
W listopadzie 1996 roku został szkoleniowcem Tampa Bay Mutiny, którego prezesem był Nick Sakiewicz. W sezonie 1997 prowadzony przez niego klub zajął drugie miejsce w Konferencji Wschodniej i zakwalifikował się do play-offów. Po zakończeniu sezonu z klubu odszedł Carlos Valderrama. Kowalski został zwolniony po piętnastu kolejkach sezonu 1998, jako że prowadzeni przez niego zawodnicy wygrali jedynie trzy razy. Ogółem prowadził Tampa Bay Mutiny w 51 meczach, wygrywając 21 z nich i przegrywając 30. W 1999 roku został trenerem nowo utworzonej drużyny Pittsburgh Riverhounds, występującej w A-League. W 2001 roku doprowadził zespół do play-offów. Rok później objął funkcję szkoleniowca drużyny kobiet Robert Morris Colonials. W 2008 roku otrzymał ofertę pracy z Polonii Warszawa, którą odrzucił. W 2020 roku przeszedł na emeryturę.

## Nagrody
Dwukrotnie został wybrany męskim trenerem roku Northeast Conference. Został wcielony do Western Pennsylvania Sports Hall of Fame, University of New Haven Sports Hall of Fame, Robert Morris University Sports Hall of Fame, Connecticut State Soccer Hall of Fame oraz New England Soccer Hall of Fame. W 2018 roku otrzymał nagrodę Walt Chyzowych Lifetime Achievement Award.